# Das comitat geht in die Höh'!
Das comitat geht in die Höh'! (Il nostro distretto va in alto!) op. 457, è una polka veloce di Johann Strauss (figlio).

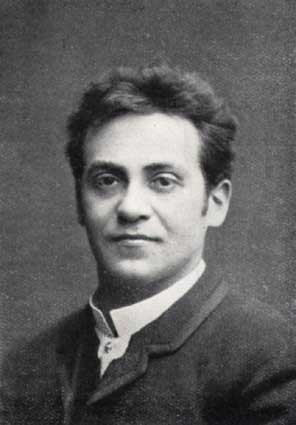
Il comico e cantante Alexander Girardi

In una lettera indirizzata a Max Kalbeck (1850-1921), uno dei due librettisti della sua prossima operetta Jabuka, Johann Strauss scrisse:
(Johann Strauss)
La prima operetta di Strauss in cui il comico e cantante originario di Graz, Alexander Girardi (1850-1918), aveva debuttato era stata Cagliostro in Wien (Cagliostro a Vienna) nel 1875. Successivamente Girardi occupò un ruolo di punta in numerose altre opere di Strauss e stava per diventare il più importante interprete del periodo d'oro delle operette viennesi. Per l'ambientazione di Jabuka si pensò ad un luogo vicino al confine serbo, in uno dei tanti Comitate (distretti) che nel XIX secolo erano abitati prevalentemente da serbi in quello che era allora il regno d'Ungheria.                     A Girardi venne affidato il ruolo del tenore buffo Joschko, l'ufficiale giudiziario il cui solo scopo nella vita è, secondo il Neue Freie Presse del 13-10-1894, il sequestro di merci.
Dando rilievo alla presenza di Johannes Brahms tra gli altri luminari in mezzo al pubblico per la prima di Jabuka al Theater an der Wien, il 12 ottobre 1894, il Neue Freie Presse scrisse un lungo articolo sulla prima notte dell'operetta. A proposito dell'interpretazione di Girardi nel terzo atto osservò:
(Neue Freie Presse)
Il testo di Girardi recitava (traduzione):
Da tutti i paesi 

c'è agitazione per venire a Vienna; 
 
ghirlande e nastri luminosi, 

cordialità e simpatia.
Sì, non è esagerato dire che, 

in tutto il mondo, in realtà 

solo i nostri distretti 

hanno un re del valzer!
Il recensore del Neue Freie Presse proseguì:
(Neue Freie Presse)
Con una tale entusiastica accoglienza dell'aria di Girardi nel terzo atto, non sorprende affatto che Das Comitat geht in die Höh'! abbia dato il suo nome, così come alcune delle sue melodie, alla polka veloce che Louis Roth estrapolò da Jabuka. Infatti, il primo tema e l'intera sezione centrale del brano si trovano uno nell'aria di Joschko del terzo atto, mentre l'altro si trova nella seconda sezione cantata sempre da Joschko nel secondo atto nelle parole Und sein Ruf drang immer weiter. La breve apertura della polka si trova nell'introduzione del secondo atto.
Roth, partecipò all'orchestrazione di questa e di altri brani tratti da quest'operetta di Johann Strauss dietro pagamento supplementare da parte dell'editore Gustav Lewy.